# Oligolepis jaarmani
Oligolepis jaarmani es una especie de peces de la familia de los Gobiidae en el orden de los Perciformes.

## Hábitat
Es un pez  de clima tropical y demersal.

## Distribución geográfica
Se encuentra en el Pacífico occidental central.

## Observaciones
Es inofensivo para los humanos. 